# Josef Karg
Josef Karg (* 5. April 1936 in Wiggensbach; † 1993) war ein deutscher Architekt und Hochschullehrer.

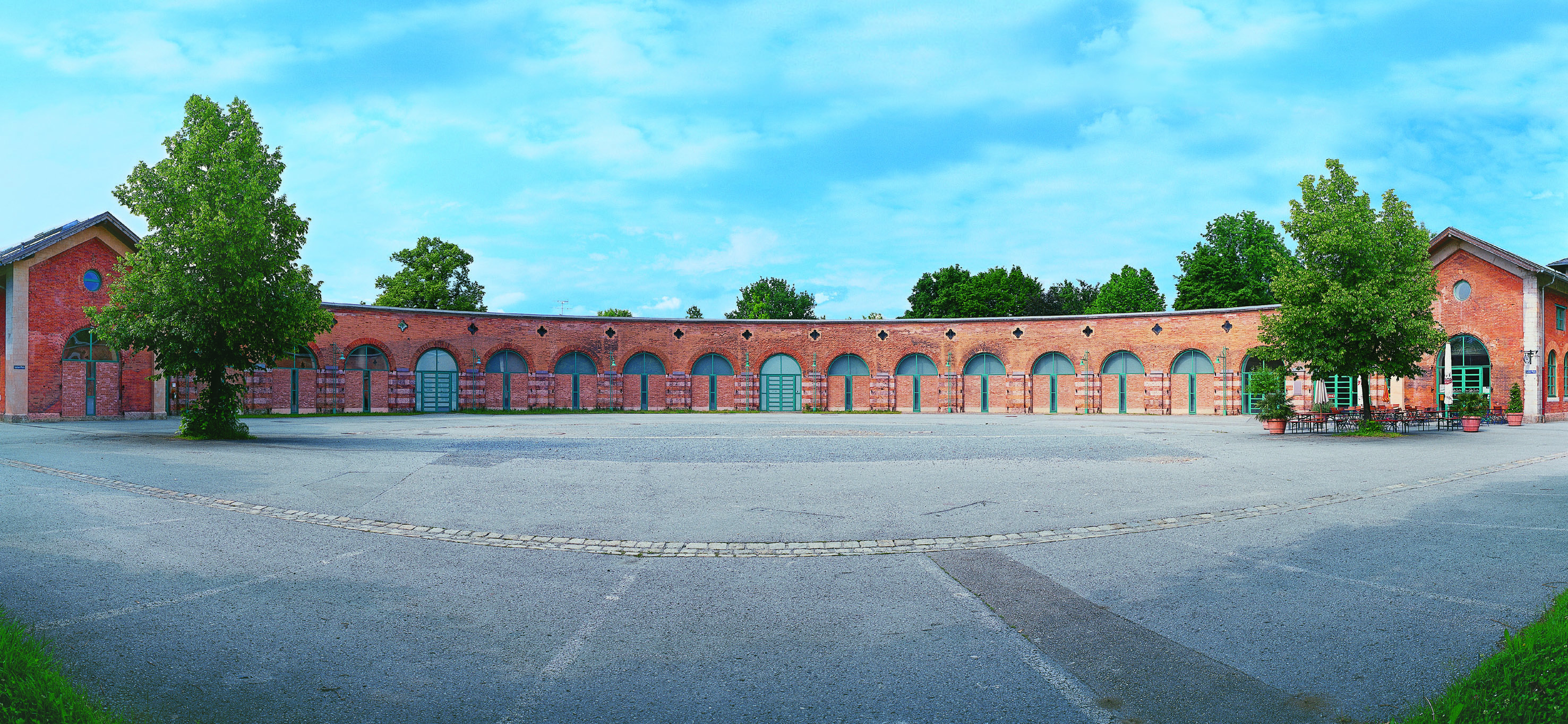
Lokschuppen Rosenheim

## Werdegang
Josef Karg studierte Architektur an der TU München und arbeitete nach dem Diplom bei Detlef Schreiber. Er gründete in den 1960er Jahren für den Bau des Ökumenischen Kirchenzentrums im Olympischen Dorf mit Bernhard Christ und dem Künstler Eckard Hauser die Büropartnerschaft „Karg und Partner“. 1986 stieß Manfred Kessler als Mitarbeiter hinzu.
Lehrtätigkeit
Zwischen 1979 und 1980 hatte er einen Lehrauftrag an der Hochschule München. 1987 wurde Josef Karg auf eine Professur für „Städtebau und gebundene Darstellung“ an die Fachhochschule München berufen.
Mitgliedschaften
Karg war Mitglied im Bund Deutscher Architekten.

## Bauten

Ökumenisches Kirchenzentrum des Olympischen Dorfs, Milbertshofen

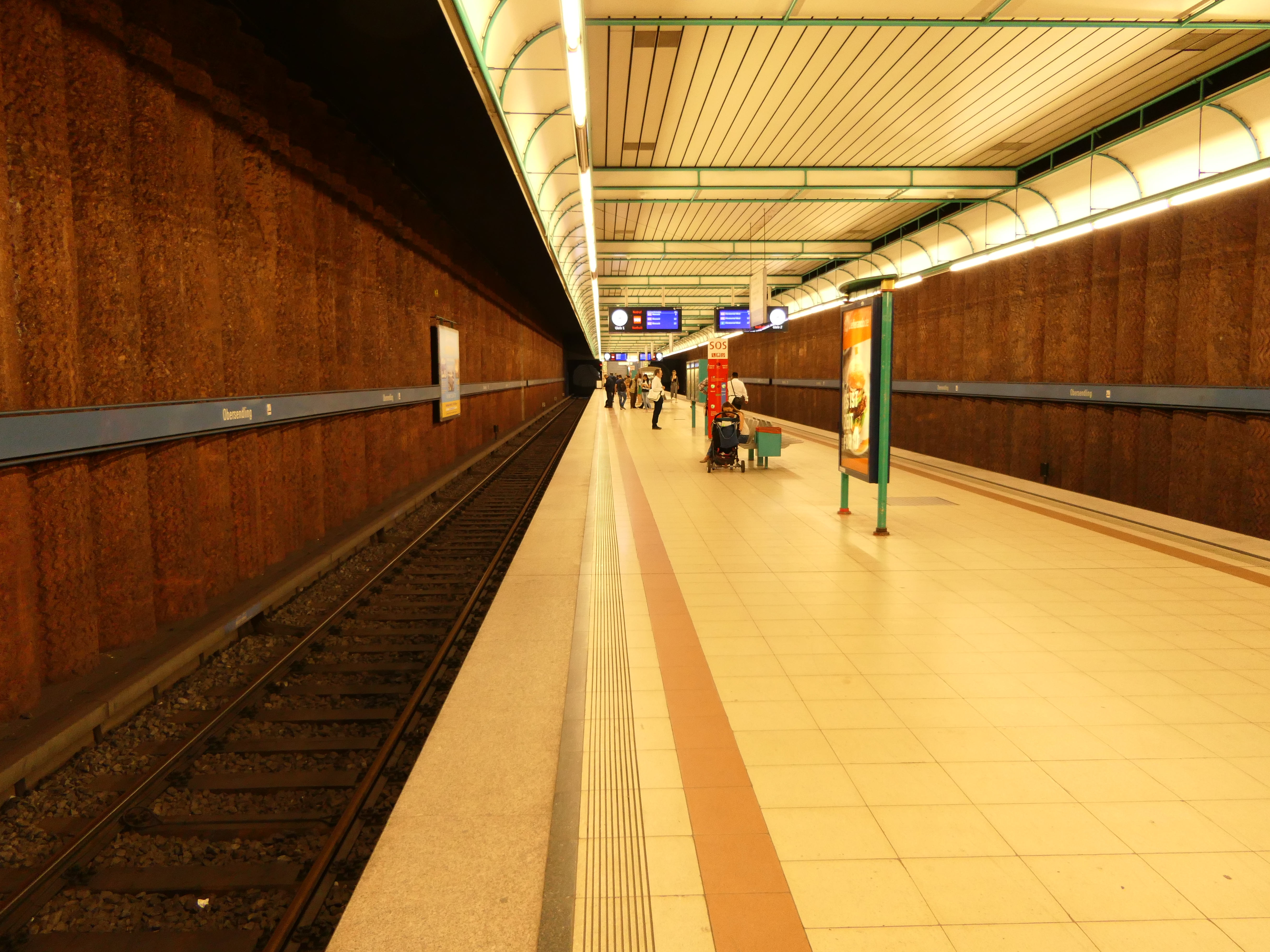
U-Bahnhof Obersendling

Für den Umbau der ehemaligen Lokomotivenremise des alten Bahnhofs in Rosenheim von 1858 zu einem Ausstellungszentrum wurde Karg 1989 mit dem BDA-Preis Bayern ausgezeichnet. Die Arbeit zeige, so die Jury, „wie selbstbewusst und behutsam ein ausgedientes Gebäude für eine Nutzung umgestaltet, und damit wiederbelebt werden kann“. Der räumliche Charakter des ehemaligen Lokomotivschuppens sei dabei bewahrt worden.
- 1969–1974: Ökumenisches Kirchenzentrum des Olympischen Dorfs, Milbertshofen mit Bernhard Christ und Eckard Hauser[9]
- 1975: Haus mit Einliegerwohnung, Stockdorf mit Malerin Birgit Weber-Karg[10]
- 1978: Hauptschule, Stephanskirchen mit Manfred Kessler[11]
- 1977–1983: Umbau Haus, Pasing[12]
- 1982–1986: Stadtteil-Mittelpunkt, Dachau-Ost mit Hubert Schraud[13]
- 1988: Umbau Lokschuppen Rosenheim (Alter Bahnhof)[14][15]
- 1989: U-Bahnhof Obersendling mit Manfred Kessler
- 1991: Revitalisierung eines Verwaltungsgebäudes aus der Gründerzeit (1895), München mit Manfred Kessler[16]
- Kirchenzentrum Christkönig, Straubing

## Ehrungen und Preise
- 1985: BDA-Preis Bayern für Stadtteil-Mittelpunkt Dachau-Ost[17]
- 1989: BDA-Preis Bayern für Ausstellungshalle „Alter Bahnhof“, Rosenheim
- Ökumenisches Kirchenzentrum des Olympischen Dorfs ist Baudenkmal von Milbertshofen und ist im Bayerischen Landesamt für Denkmalpflege eingetragen